# (14217) Oaxaca
(14217) Oaxaca ist ein Asteroid des Hauptgürtels, der am 10. November 1999 vom US-amerikanischen Amateurastronom James M. Roe (* 1943) in Oaxaca de Juárez (IAU-Code 732) in Mexiko entdeckt wurde.
Der Asteroid wurde am 23. Mai 2000 nach seinem Entdeckungsort Oaxaca benannt, der gleichzeitig Geburtsort und Heimat von Benito Juárez, des ersten indigenen Präsidenten Mexikos, ist.
Der Himmelskörper gehört zur Nysa-Gruppe, einer nach (44) Nysa benannten Gruppe von Asteroiden (auch Hertha-Familie genannt nach (135) Hertha).